# Казале Корте Черо
Казале Корте Черо (итал. Casale Corte Cerro) је насеље у Италији у округу Вербано-Кузио-Осола, региону Пијемонт.
Према процени из 2011. у насељу је живело 1191 становника. Насеље се налази на надморској висини од 382 м.

## Становништво
| 1936. | 1951. | 1961. | 1971. | 1981. | 1991. | 2001. | 2011. |
| ----- | ----- | ----- | ----- | ----- | ----- | ----- | ----- |
| 2.357 | 2.541 | 2.663 | 2.703 | 3.016 | 3.035 | 3.292 | 3.476 |